# Feruvite
La feruvite è un minerale.